# 姥ヶ火
- 姥ヶ火[1]
- 姥火[2]

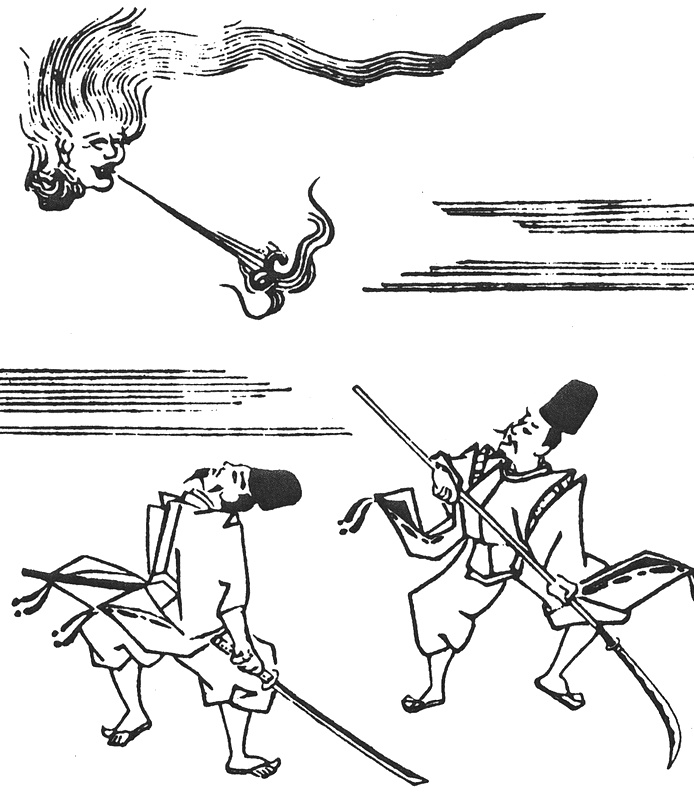
井原西鶴『西鶴諸国ばなし』より「身を捨て油壷」

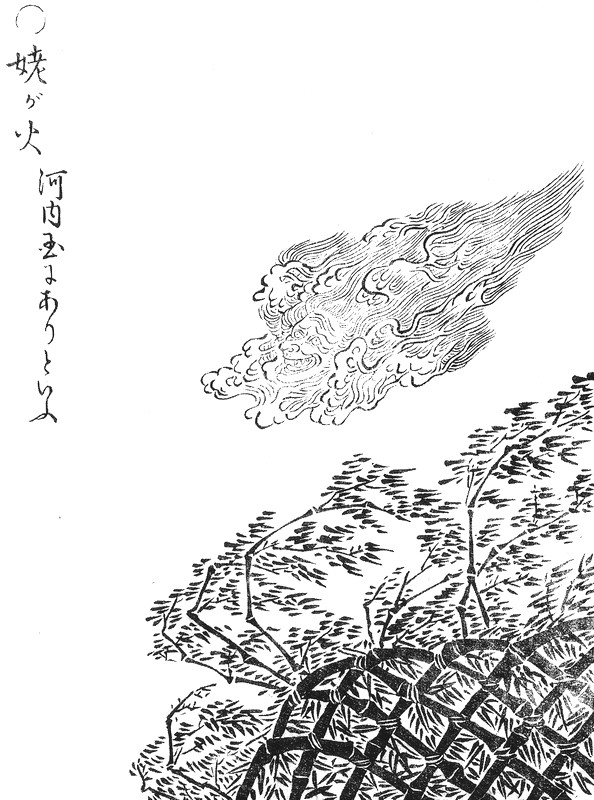
鳥山石燕『画図百鬼夜行』より「姥が火」

姥ヶ火（うばがび）は、河内国（現・大阪府）や丹波国（現・京都府北部）に伝わる怪火。寛保時代の雑書『諸国里人談』、井原西鶴の雑話『西鶴諸国ばなし』、江戸時代の怪談本『古今百物語評判』、『河内鑑名所記』、鳥山石燕の妖怪画集『画図百鬼夜行』などの古書に記述がある。

## 概要
『諸国里人談』によれば、雨の夜、河内の枚岡（現・大阪府東大阪市）に、大きさ約一尺（約30センチメートル）の火の玉として現れたとされる。かつてある老女が枚岡神社から灯油を盗み、その祟りで怪火となったのだという。
河内に住むある者が夜道を歩いていたところ、どこからともなく飛んできた姥ヶ火が顔に当たったので、よく見たところ、鶏のような鳥の形をしていた。やがて姥ヶ火が飛び去ると、その姿は鳥の形から元の火の玉に戻っていたという。このことから妖怪漫画家・水木しげるは、この姥ヶ火の正体は鳥だった可能性を示唆している。
この老女が姥ヶ火となった話は、『西鶴諸国ばなし』でも「身を捨て油壷」として記述されている。それによれば、姥ヶ火は一里（約4キロメートル）をあっという間に飛び去ったといい、姥ヶ火が人の肩をかすめて飛び去ると、その人は3年以内に死んでしまったという。ただし「油さし」と言うと、姥ヶ火は消えてしまうという。
京都府にも、保津川に姥ヶ火が現れたという伝承がある。『古今百物語評判』によれば、かつて亀山（現・京都府亀岡市）近くに住む老女が、子供を人に斡旋するといって親から金を受け取り、その子供を保津川に流していた。やがて天罰が下ったか、老女は洪水に遭って溺死した。それ以来、保津川には怪火が現れるようになり、人はこれを姥ヶ火と呼んだという。
『画図百鬼夜行』にも「姥が火」と題し、怪火の中に老女の顔が浮かび上がった姿が描かれているが、「河内国にありといふ」と解説が添えられていることから、河内国の伝承を描いたものとされる。
枚岡で神社から油を盗んだ老女は、その罪を恥じて、池に身を投げたという伝説もあり、大阪府東大阪市出雲井町の枚岡神社には、この伝説にちなむ池「姥ヶ池（うばがいけ）」がある。これは、老女の悲嘆を後世に残すべく、大阪のボランティア団体が中心となり、土砂に埋まって失われた池を整備して、復元させたものである。